# 加蒂纳拉
加蒂纳拉（義大利語：Gattinara），是意大利韦尔切利省的一个市镇。总面积33.52平方公里，人口8326人，人口密度248.4人/平方公里（2009年）。ISTAT代码为002061。

## 友好城市
- 法國 蒙巴尔